# Донецький дельфінарій

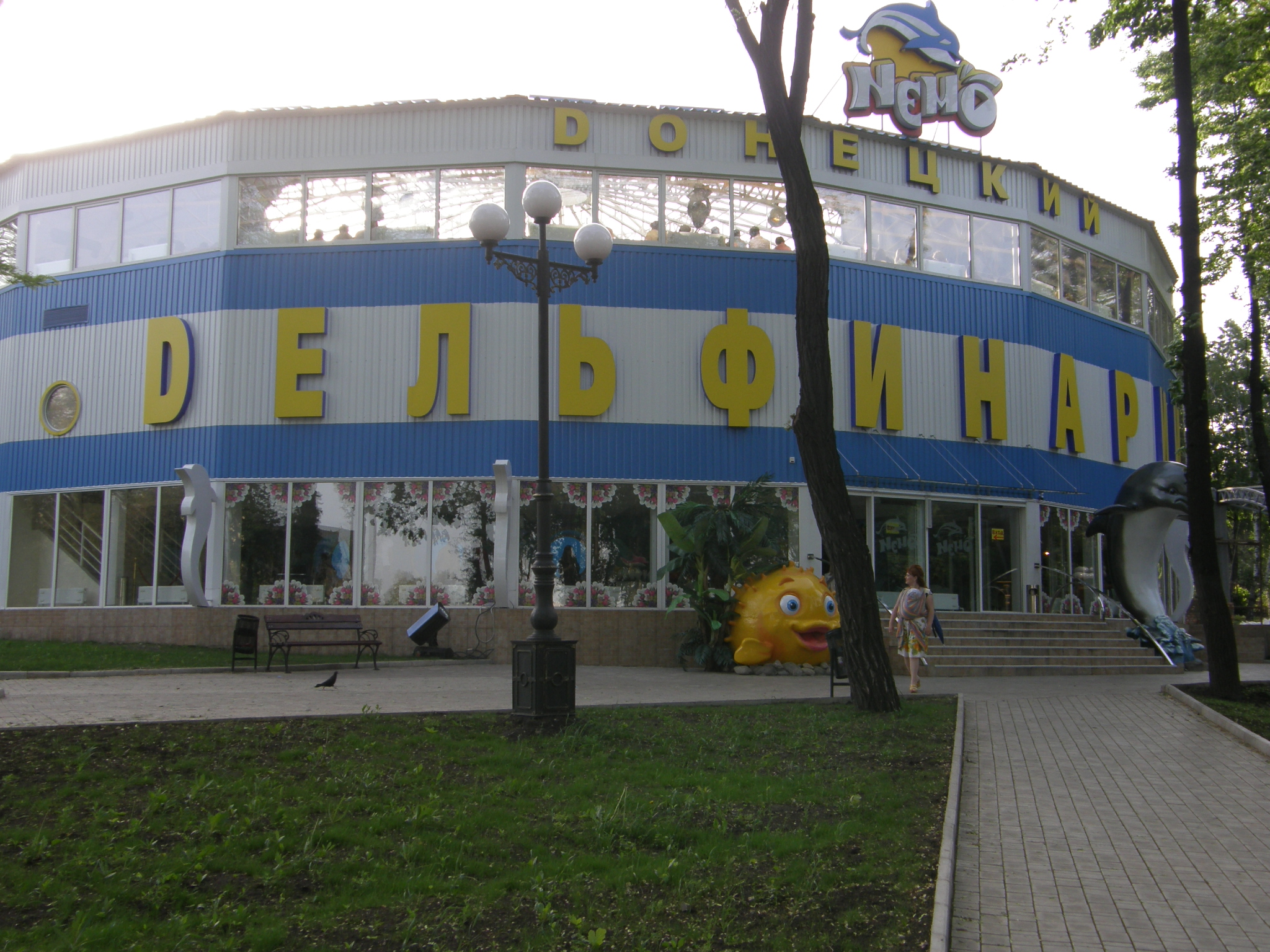
Донецький дельфінарій

Донецький міський дельфінарій «Немо» — розташовувався у Центральному парку культури і відпочинку імені Щербакова. Був відкритий 19 грудня 2009 року і працював цілий рік. Донецький дельфінарій входив до складу національної мережі культурно-оздоровчих комплексів «Немо». Донецький центр об'єднував в собі дельфінарій, океанаріум і центр дельфінотерапії.
Серед основних завдань дельфінарію було — пропаганда природоохоронних ідей, популяризація знань про морських ссавців. Вистави за участю чорноморських дельфінів-афалін, південноамериканських морських котиків і південного морського лева проводилися щоденно, три рази на день. Крім вистав у донецькому дельфінарії «Немо» існувала можливість купання і дайвінгу з дельфінами. Також проводилися сеанси дельфінотерапії, які були ефективним методом безмедикаментозного оздоровлення та реабілітації дітей з функціональними обмеженнями.
Мережа дельфінарію «Немо» нині нараховує 4 дельфінаріїв у Бердянську, Києві, Одесі та Харкові. Найперший дельфінарій «Немо» було відкрито в Одесі 1 червня 2005 року. Відкриття дельфінарію у Львові не відбулось через протидію депутатів Львівської міської ради, які звинуватили засновників у тому, що вони не забезпечують належного ветеринарного нагляду за тваринами.
У серпні 2014 року у зв'язку з бойовими діями Донецький міський дельфінарій «Немо» припинив прийом відвідувачів і перевіз двох дельфінів та двох морських котиків у Харківський дельфінарій.
У листопаді 2016 року Донецький дельфінарій знищений пожежею.